# RD–500
Az RD–500 (oroszul: РД – реактивный двигатель [reaktyivnij dvigatyel], magyarul: sugárhajtómű) a brit Rolls-Royce Derwent Mk. 5. gázturbinás sugárhajtóműnek az 1940-es évek végétől a Szovjetunióban licenc nélkül gyártott másolata, melynek hazai gyártását Vlagyimir Klimov vezetésével és Vlagyimir Mihajlovics Jakovlev közvetlen irányításával az 500. sz. gépgyár tervezőirodájában dolgozták ki és szervezték meg.

## Története
A Szovjetunió 1946-ban állapodott meg a munkáspárti brit kormánnyal korszerű gázturbinás sugárhajtóművek beszerzéséről. 1946 végén Klimov és Mikojan is Nagy-Britanniába látogatott, ahol a Rolls-Royce-nál megtekintették a Derwent és Nene hajtóműveket. Ezt követően a Szovjetunió néhány tucatot vásárolt a két típusból.
A hajtóművek beszerzése után döntés született a hazai gyártásról. A Nene I és a Nene II gyártásának kidolgozásáért 45. sz. gépgyár tervezőirodája (ma. Granyit tervezőiroda) volt a felelős. Az utánégető nélküli Nene I szovjet típusjelzése RD–45,, míg az utánégetővel felszerelt Nene II jelzése RD–45F lett. A munkát Vlagyimir Klimov irányította, aki 1947-től az OKB–117 tervezőirodát vezette 1956-ig, de emellett a 45. sz. gépgyár tervezőirodáját is irányította.
A Derwent Mk.5 gyártásának megszervezéséért a Moszkva tusinói városrészében található 500. sz. gépgyár felelt, melynek főkonstruktőre Vlagyimir Jakovlev volt. Ez a hajtómű a Szovjetunióban az RD–500-as típusjelet kapta, melynél az 500-as szám a hajtóműért felelős gyár sorozatszámára utal.
1947 februárjában a Szovjetunió repülőgépipari minisztere mindkét hajtómű-projekt élére egységes vezetőként Vlagyimir Klimovot nevezte ki.
A munka első lépései a hajtóművek metrikus rendszerre történő átszámítása, illetve az alkalmazott anyagok vizsgálata és meghatározása volt. A gyártástechnológia kidolgozása gyorsan haladt. 1947 végére elkészültek a tervrajzok, kiválasztották a gyártáshoz szükséges anyagokat.
Az RD–500 1947 végére készült el, majd december 31-én sor került az első tesztüzemre. A következő évben, 1948-ban kezdődött el a sorozatgyártása az 500. sz. gépgyárban (ma: Csernisov Gépgyár). Az első évben 97 darabot gyártottak. Az 500. sz. gyárban 1951-ben fejeződött be az RD–500-as gyártás, ott addig 1250 darab készült.
Később más gépgyárak is bekapcsolódtak a sorozatgyártásba. 1949-ben a kazáni 16. sz. gyár is gyártotta, ott az egy évig tartó sorozatgyártás alatt 301 darab készült. Később, 1958-ban Zaporozzsjában a 478. sz. gyár (ma: Motor Szics) is készített egy 595 darabos sorozatot.
Az RD–500-as hajtóművet később a megbízhatóbb, nagyobb tolóerejű VK–1 váltotta fel.
Rövid élettartamú típusváltozata az RD–500K, melyet a KSZ–1 Kometa robotrepülőgépen alkalmaztak. Ezt a változatot Kínában is gyártották az 1950-es évek végén.

## Alkalmazása

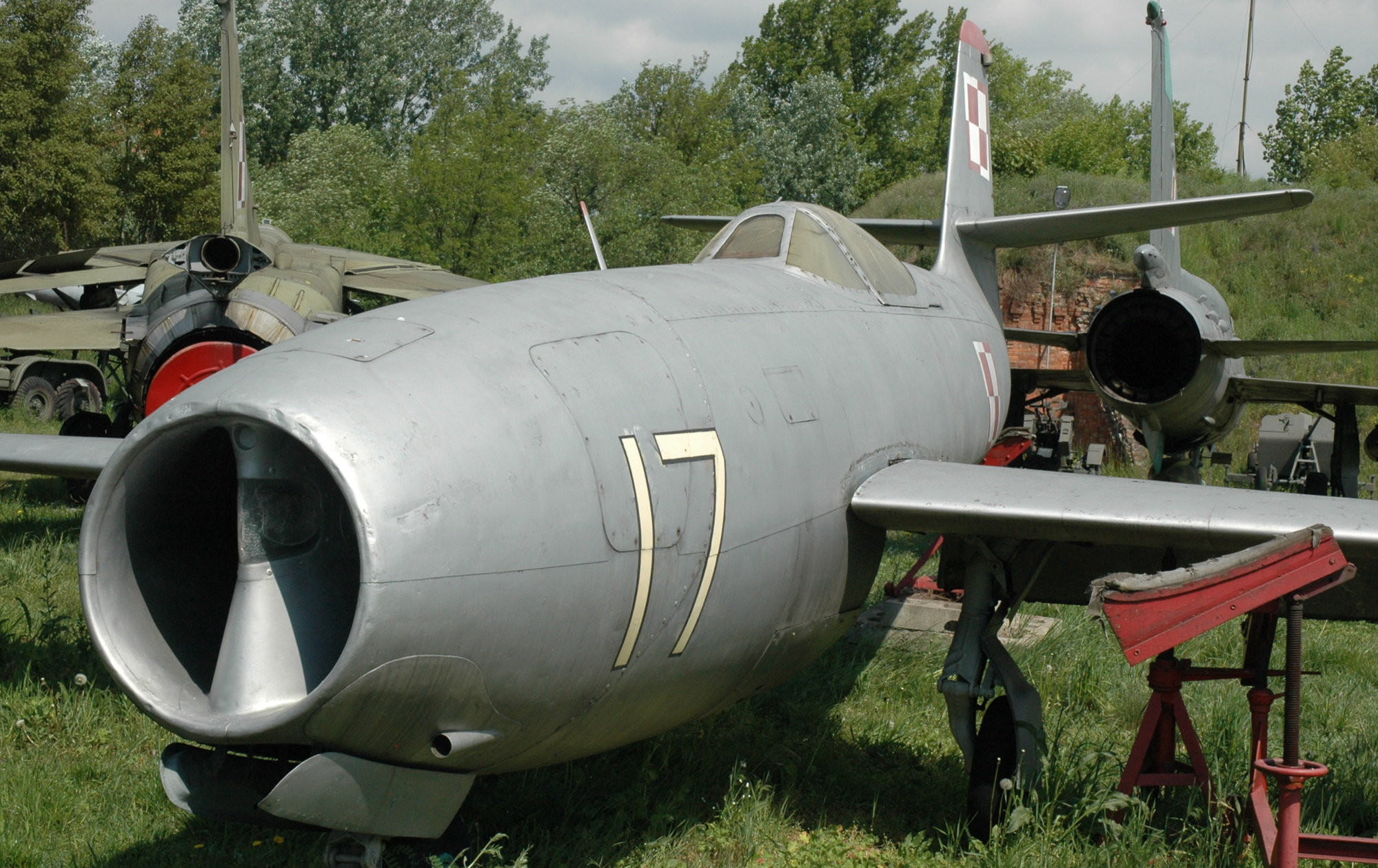
Az RD–500 hajtóművet alkalmazó Jak–23 vadászrepülőgép a varsói Lengyel Haditechnikai Múzeumban

Az RD–500 hajtóművet a korai szovjet sugárhajtású repülőgépek több prototípusában és néhány sorozatgyártású repülőgépen, főként vadászrepülőgépeknél alkalmazták. Közülük azonban egyik gép sem lett sikeres így nagy sorozatban a hajtóművek nem készültek.
A Jak–25 az RD–500 hajtóművel repülési rekordot állított fel, földközelben 875 km/h-s sebességet ért el.

### Kísérleti repülőgépek
- Szu–13
- Jak–100
- Jak–30

### Sorozatgyártású repülőgépek
- La–15
- Jak–23
- Jak–25

## Műszaki jellemzői
Konstrukciós kialakításában teljes mértékben megegyezik a brit Rolls-Royce Derwent Mk.5 gázturbinás sugárhajtóművel. Egytengelyes kialakítású, egyfokozatú centrifugálkompresszorral és egyfokozatú turbinával, közöttük kilenc darab csöves égéstér helyezkedik el. T1 jelű kerozinnal üzemelt. Élettartama 100 óra volt.
A hajtómű leghátrányosabb tulajdonsága az alacsony élettartam volt, mely elsősorban az alkalmazott anyagokkal kapcsolatban felmerült problémákból adódott. A legkritikusabb szerkezeti elem a turbinalapát volt, melynek öntése után gyakran újrakristályosodás lépett fel, ez pedig deformálta a lapátokat. Emiatt a hajtóművek turbináit átadás előtt egyenként be kellett szabályozni. A lapátok anyagául alkalmazott acél–nikkel ötvözet magas hőmérsékleten deformálódott.

## Műszaki adatok
- Hossz: 2248 mm
- Szélesség: 1042 mm
- Száraz tömeg: 584 kg
- Maximális tolóerő: 15,9 kN
- Légnyelés: 28,5 kg/s
- Kompresszor nyomásviszonya: 4,14
- Gázhőmérséklet a turbina előtt: 1130 °C